# Chansons, Fanfarons et Jeunes Poupées
Pour plus de détails, voir Fiche technique et Distribution.
Chansons, Fanfarons et Jeunes Poupées (Canzoni, bulli e pupe) est une comédie musicale italienne réalisée par Carlo Infascelli et sortie en 1964.

## Synopsis
Franco est un jeune homme qui essaie de vendre des marchandises fournies par ses tantes, avec l'aide d'un fou qui croit être le descendant de Léonard de Vinci. Il expérimente les inventions les plus impensables et les plus bizarres, qui sont remarquées par une jeune fille qui veut les lui voler, mais qui, en préparant le casse, finit par rencontrer le jeune homme et tomber amoureuse de lui.

## Fiche technique
- Titre français : Chansons, Fanfarons et Jeunes Poupées[1]
- Titre original italien : Canzoni, bulli e pupe[2]
- Réalisation : Carlo Infascelli
- Scénario :	Edoardo Anton, Vinicio Marinucci (it), Mario Amendola, Carlo Infascelli
- Photographie :	Vitaliano Natalucci, Franco Villa (it)
- Montage : Cesare Bonelli
- Musique : Lallo Gori
- Décors : Camillo Del Signore
- Costumes : Gabriella Morici
- Production : Carlo Infascelli
- Société de production : Compagnia Generale Finanziaria Cinematografica
- Pays de production :  Italie
- Langue originale : italien
- Format : Couleurs - Son mono - 35 mm
- Durée : 85 minutes
- Genre : Comédie musicale
- Dates de sortie :
  - Italie : 1964 (visa délivré le 29 mai 1964[2])
  - France : 12 août 1966

## Distribution
- Stelvio Rosi : Giorgio Bonetti
- France Anglade : France
- Rossella Como : Rosalia
- Carlo Delle Piane : Matteo
- Carlo Pisacane : Ambrogio
- Bill Ramsey : Leonardo Da Vinci
- Franco Franchi : Gaspare
- Ciccio Ingrassia : Turi
- Sœurs Kessler : elles-mêmes
- Gigliola Cinquetti : elle-même
- Bruno Filippini (it) : lui-même
- Nini Rosso : lui-même
- Clem Sacco (it) : lui-même
- Cocky Mazzetti (it) : elle-même